# Santiago Teyahualco
Santiago Teyahualco är en mindre stad i Mexiko, tillhörande kommunen Tultepec i delstaten Mexiko. Santiago Teyahualco ligger i den centrala delen av landet och tillhör Mexico Citys storstadsområde. Staden hade 17 594 invånare vid folkräkningen 2010, och är kommunens näst största ort sett till befolkning.

## Galleri

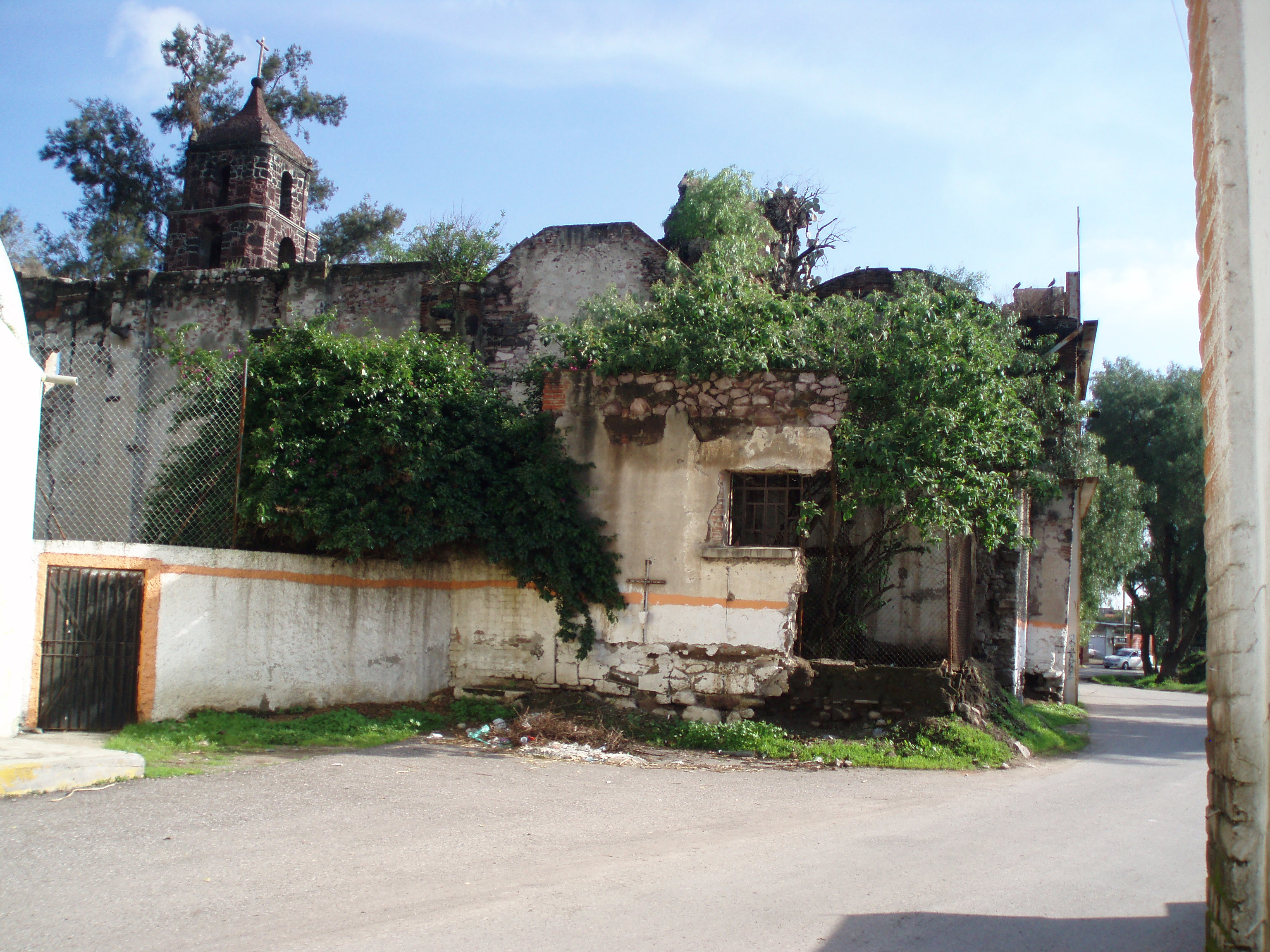
Ruiner av gammal byggnad.
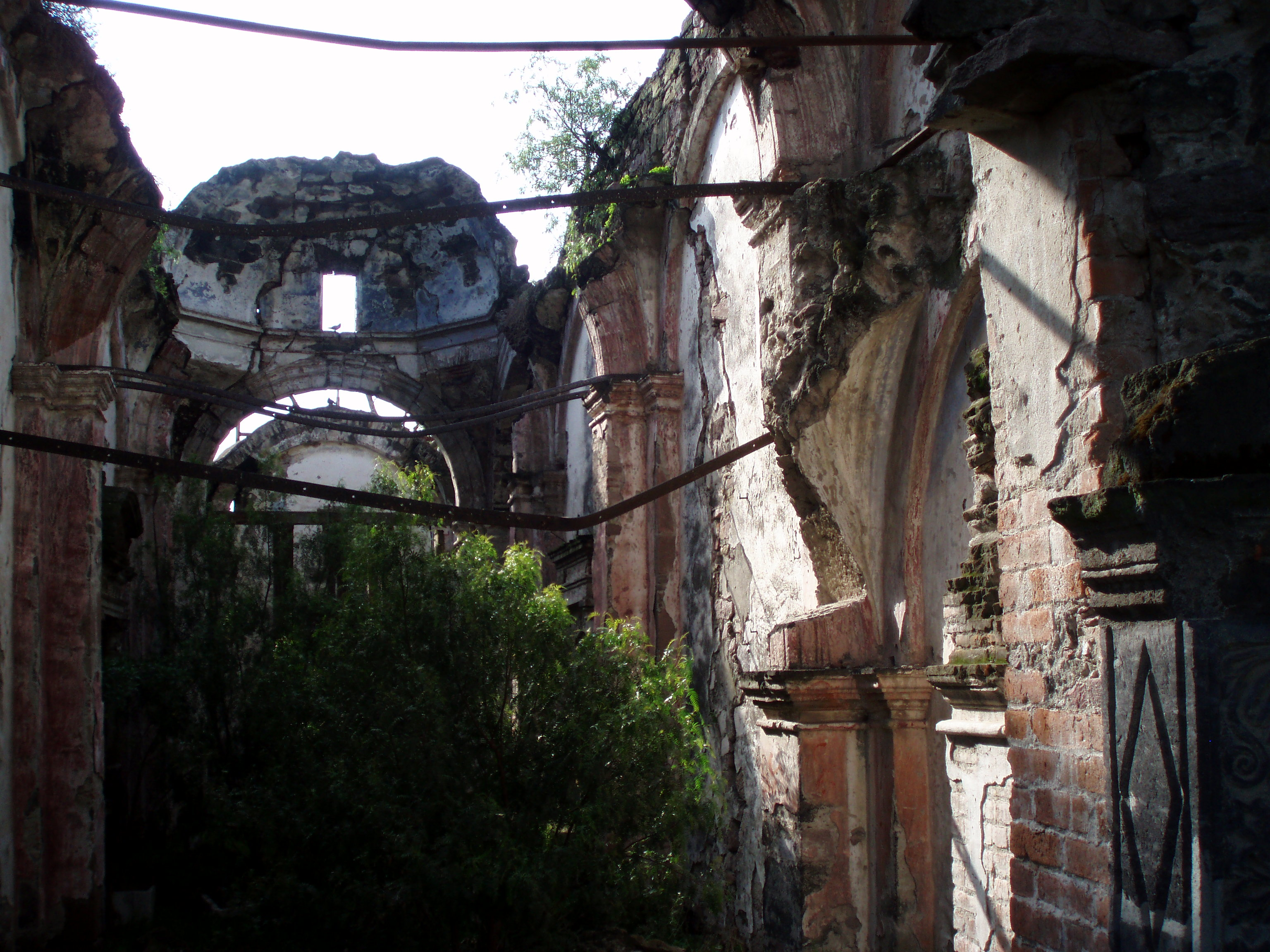
Ruiner av tempel.
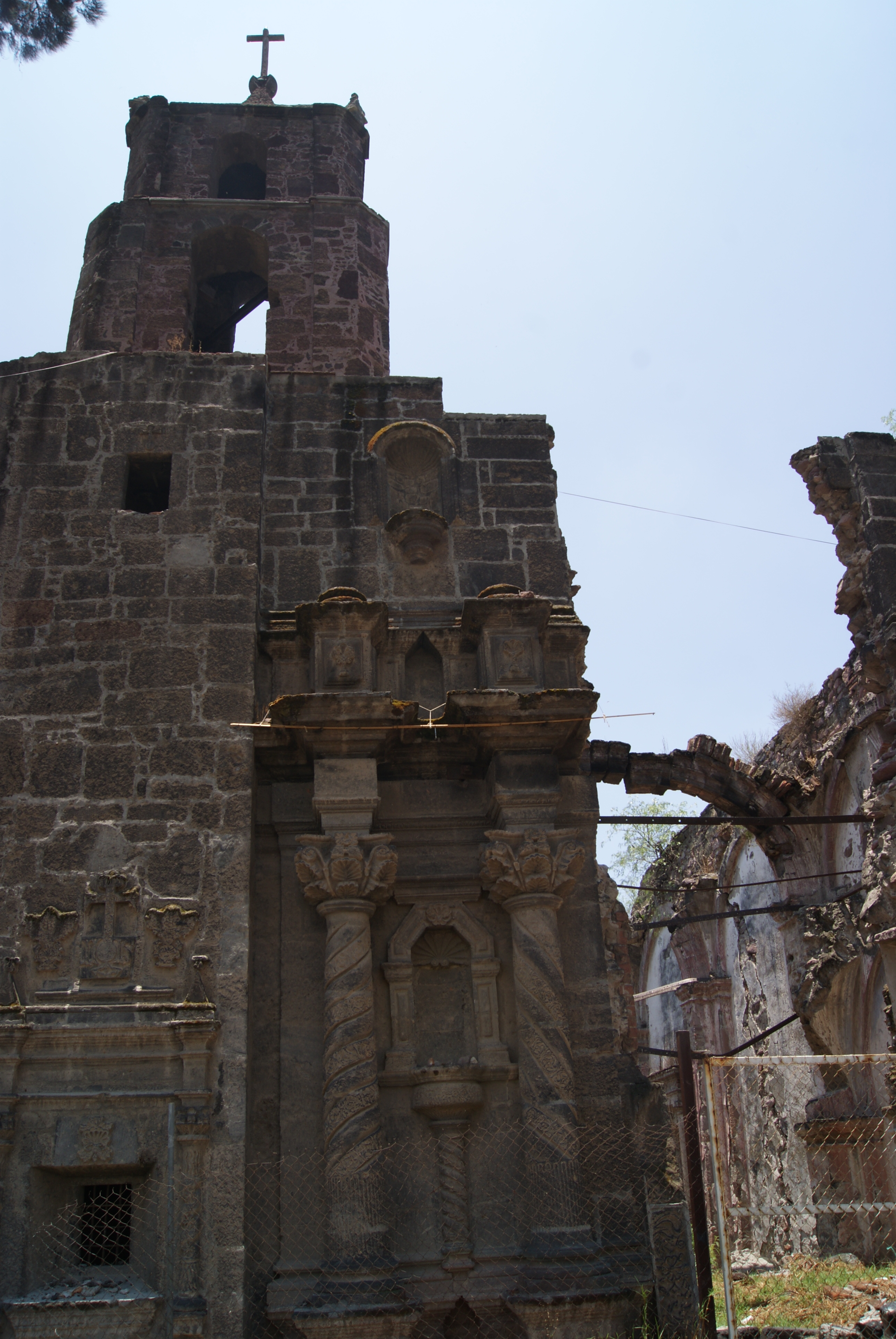
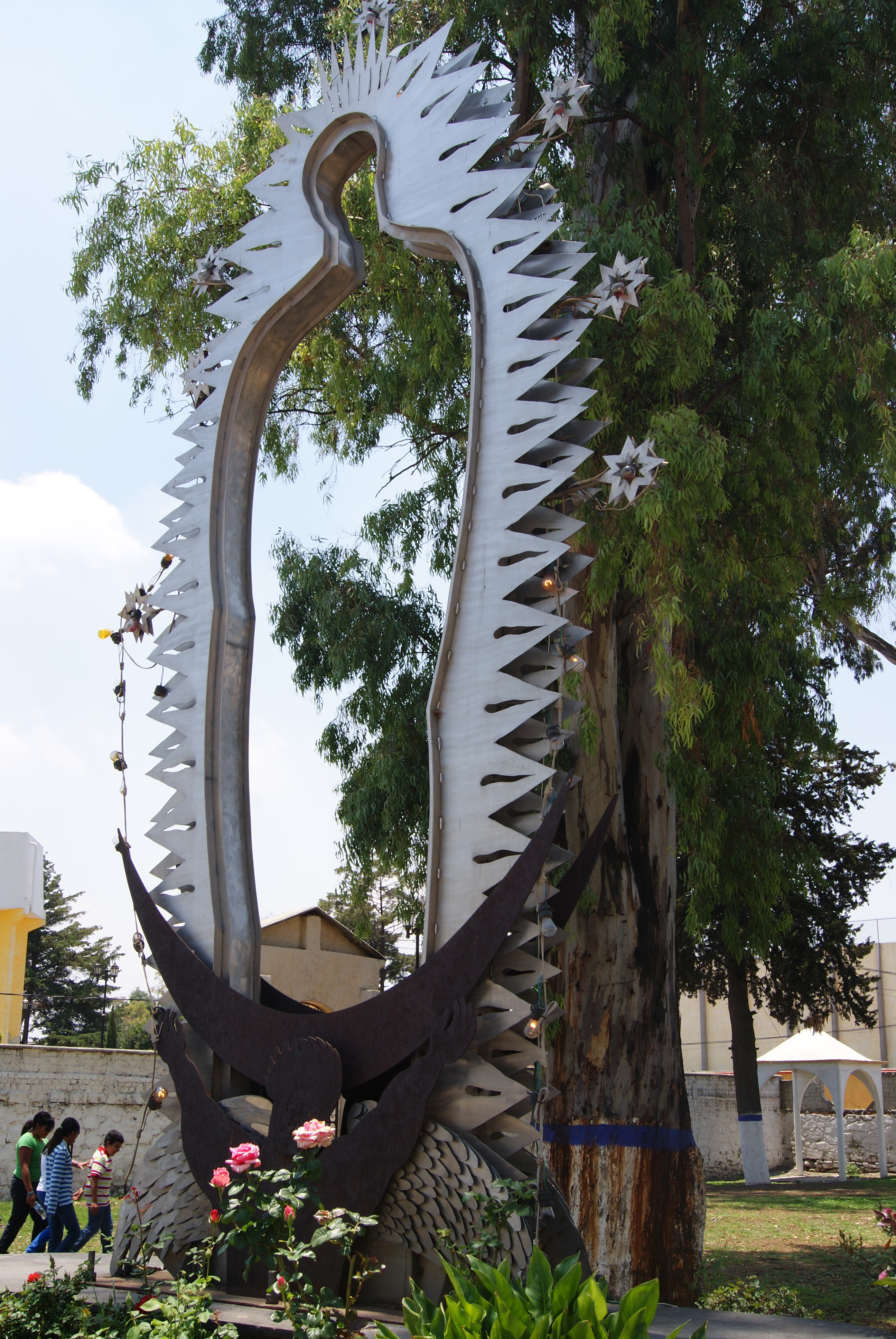
Stålskulptur av Vår Fru av Guadalupe i Santiago Teyahualco.